# Lippische Landes-Zeitung

Landes-Zeitung, 1905

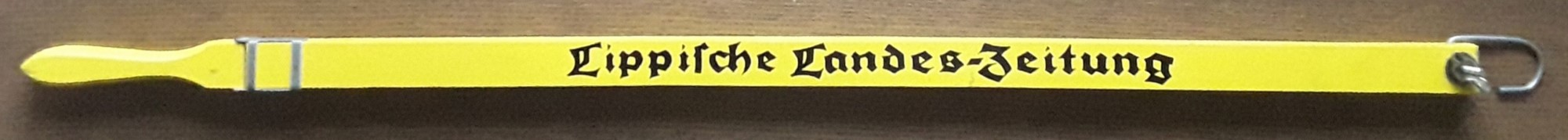
Zeitungshalter

Die Lippische Landes-Zeitung (Abkürzung LZ) ist eine Tageszeitung für den Kreis Lippe, die sich auf die 1767 gegründeten Lippischen Intelligenzblätter zurückführt. Seit 1878 erscheint das Blatt unter seinem heutigen Titel. Die LZ ist damit eine der ältesten Tageszeitungen in Deutschland. In der Zeit des Nationalsozialismus wurde die LZ gleichgeschaltet. Sie ging 1936 in dem NS-Parteiblatt Lippische Staatszeitung auf, nachdem der damalige LZ-Verleger Max Staercke den Zeitungsverlag für 100.000 Reichsmark verkauft hatte. Die Zeitung konnte erst nach Aufhebung der Lizenzpflicht für Presseprodukte am 19. November 1949 wieder erscheinen. Neuer Verleger war Hermann Bösmann, der den Druckereibetrieb bereits seit 1945 von den britischen Besatzungsbehörden gepachtet hatte.
Die LZ erscheint in der Region zwischen Detmold und  Augustdorf im Süden, Oerlinghausen und Bad Salzuflen im Westen, Kalletal im Norden und Blomberg sowie Lügde im Osten. Die verkaufte Auflage beträgt 26.085 Exemplare, ein Minus von 42,6 Prozent seit 1998. Die Redaktion hat ihren Hauptsitz in Detmold.
Das Blatt berichtet werktäglich auf rund 15 Lokalseiten plus Lokalsport aus dem Kreis Lippe. Der überregionale Mantel der LZ ist ein Produkt der Redaktionsgemeinschaft der ostwestfälisch-lippischen Verlage, in der sich die Neue Westfälische aus Bielefeld, das Mindener Tageblatt aus Minden und die Lippische Landes-Zeitung 2019 zusammengeschlossen haben. Seit Mai 2024 kooperiert die Redaktionsgemeinschaft OWL mit dem Redaktionsnetzwerk Deutschland (RND). Der Lippische Zeitungsverlag ist an Radio Lippe beteiligt.
Der Verleger ist Rainer Giesdorf, als Geschäftsführer fungieren Rainer Giesdorf und Max Giesdorf. Chefredakteur ist Dirk Baldus. Die Zeitung wird seit dem 31. Mai 2021 im Berliner Format von der Druckerei Bruns Druckwelt GmbH & Co. KG in Minden, wo auch das Mindener Tageblatt erscheint, gedruckt.

## Geschichte
Die Lippische Landes-Zeitung sieht sich in der Tradition der 1767 gegründeten Lippischen Intelligenzblätter. Die in Lemgo gedruckten Blätter erschienen bis 1842 und wurden vom Regierungs- und Anzeigeblatt am Verlagsort Detmold abgelöst. Mit der Ausgabe vom 2. Januar 1878 ersetzte die Lippische Landes-Zeitung das Regierungs- und Anzeigeblatt.

## Auflage
Die Lippische Landes-Zeitung hat in den vergangenen Jahren leicht an Auflage eingebüßt. Die verkaufte Auflage ist in den vergangenen 10 Jahren um durchschnittlich 4,4 % pro Jahr gesunken. Im vergangenen Jahr hat sie um 0,4 % abgenommen. Sie beträgt gegenwärtig 26.085 Exemplare. Der Anteil der Abonnements an der verkauften Auflage liegt bei 92,8 Prozent.
| 1998  | 1999  | 2000  | 2001  | 2002  | 2003  | 2004  | 2005  | 2006  | 2007  | 2008  | 2009  | 2010  | 2011  | 2012  | 2013  | 2014  | 2015  | 2016  | 2017  | 2018  | 2019  | 2020  | 2021  | 2022  | 2023  | 2024  |
| ----- | ----- | ----- | ----- | ----- | ----- | ----- | ----- | ----- | ----- | ----- | ----- | ----- | ----- | ----- | ----- | ----- | ----- | ----- | ----- | ----- | ----- | ----- | ----- | ----- | ----- | ----- |
| 45428 | 45733 | 45012 | 44624 | 44113 | 43513 | 46888 | 46540 | 45494 | 45215 | 44608 | 43675 | 44250 | 43229 | 43674 | 42375 | 41037 | 39877 | 38799 | 37489 | 36044 | 34770 | 34049 | 33118 | 31119 | 26199 | 26085 |

## Mit der Zeitung verbundene Personen
- Adolf Neumann-Hofer, Verleger der Zeitung (1899–1920), Mitglied des Landtages des Landes Lippe, des Reichstages und der Weimarer Nationalversammlung
- Max Staercke, Chefredakteur und von 1920 bis 1936 Verleger der Zeitung, Mitglied des Volks- und Soldatenrates des Landes Lippe und Mitglied des Landtages des Landes Lippe
- Artur Schweriner, deutscher Schriftsteller und Journalist, schrieb freiberuflich für die Zeitung
- Gerhard Latzel, Schachkomponist der Zeitung